# Каракашлы (Башкортостан)
Каракашлы (баш. Ҡараҡашлы) — деревня в Шаранском районе Республики Башкортостан Российской Федерации. Входит в состав Дюртюлинского сельсовета. 

## География

### Географическое положение
Деревня находится в юго-западной части района, у границы с Туймазинским районом. Расстояние до:
- районного центра (Шаран): 29 км,
- центра сельсовета (Дюртюли): 7 км,
- ближайшей ж/д станции (Туймазы): 27 км.

## История
Посёлок основан в 1928 году жителем деревни Еремкино Гаффаном Гильфановым, позже к нему переселились и другие люди.
В 1939 году в посёлке Каракашлы Дюртюлинского сельсовета Шаранского района было 182 жителя (96 мужчин, 86 женщин).
В те годы был построен пожарный пункт, конный двор, в 1939 году открылись начальная школа и клуб.
40 жителей посёлка участвовали в Великой Отечественной войне. В послевоенные годы была построена свинотоварная ферма.
В начале 1950-х годов — уже деревня.
В 1959 году в деревне проживало 136 человек (56 мужчин, 80 женщин).
В 1970 году — 151 человек (64 мужчины, 87 женщин).
По переписи 1979 года в деревне Каракашлы жило 116 человек (53 мужчины, 63 женщины).
В 1989-м — 87 жителей (41 мужчина, 46 женщин).
В 2002 году здесь жило 72 человека (31 мужчина, 41 женщина), башкиры (97 %).
В 2010 году в деревне проживал 61 человек (28 мужчин, 33 женщины).

## Население
| 2002 | 2009 | 2010 |
| ---- | ---- | ---- |
| 72   | ↗74  | ↘61  |

## Инфраструктура
Деревня электрифицирована и газифицирована, есть кладбище.